# Traventhal
Traventhal er en by og en kommune i det nordlige Tyskland, beliggende i Amt Trave-Land under Kreis Segeberg. Kreis Segeberg ligger i den sydøstlige del af delstaten Slesvig-Holsten.

## Geografi
Traventhal ligger omkring 5 km syd for Bad Segeberg ved floden Trave. Mod vest går motorvejen A 21 fra Bad Segeberg mod Bad Oldesloe og mod nord går Bundesstraße B 206 fra Bad Segeberg mod Lübeck.